# Actinodaphne tadulingamii
Actinodaphne tadulingamii là loài thực vật có hoa trong họ Nguyệt quế. Loài này được Gamble miêu tả khoa học đầu tiên năm 1925.